# Commicarpus plumbagineus
Commicarpus plumbagineus är en underblomsväxtart som först beskrevs av Antonio José Cavanilles, och fick sitt nu gällande namn av Paul Carpenter Standley. Commicarpus plumbagineus ingår i släktet Commicarpus, och familjen underblomsväxter. Inga underarter finns listade i Catalogue of Life.